# Sardski grč
Sardski grč (lat.: Risus sardonicus ili rictus grin)  je vrlo karakterističan, neprirodan, trajan grč mišića lica koji stvara dojam osmjeha. Sardski grč može biti rezultat tetanusa, trovanja strihninom ili Wilsonove bolesti. Zabilježen je kod izvršavanja smrtne kazne vješanjem.
Ime stanja, koje ima svoje korijene na Mediteranskom otoku Sardinija, izvodi se zbog stanja podignutih obrva i otvorenog "osmjeha" - koji se doima sardski ili zloban za promatrače izvrgnute osobama koje proživljavaju takvo grčenje mišića lica.

## Uzroci
Najčešće se primjećuje kao znak tetanusa. Može biti uzrokovan trovanjem strihninom ili Wilsonovom bolešću.
2009. godine znanstvenici na Sveučilištu Istočnog Pijemonta u Italiji napisali su, da su identificirali iz roda trbulja Oenanthe crocata kao biljku povijesno odgovornu za izazivanje sardskog grča. Ta biljka je najvjerojatniji kandidat za "sardsku travu",   koja je bila neurootrovna biljka korištena za ritualna ubojstva starijih osoba na predrimskoj nuraškoj Sardiniji.